# Кориуайрачина

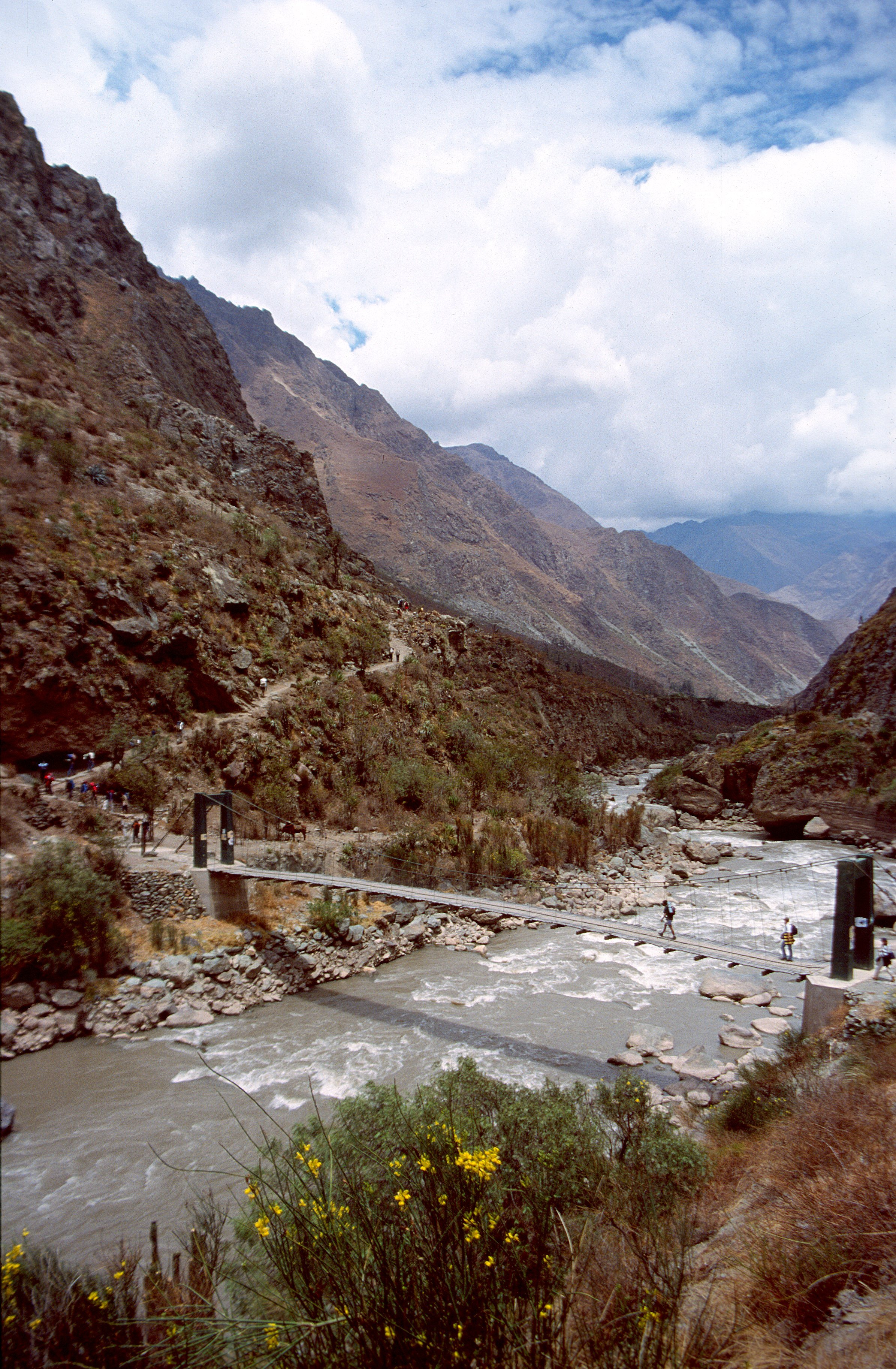
Кориуайрачина

Кориуайрачина (кечуа Quriwayrachina, букв. «место обработки золота при помощи ветра») — поселение царства инков, обнаруженное в Перу в 2001 году. Рядом находились шахты царства инков. На близлежащих холмах обнаружено более 200 сооружений эпохи инков.
Испанский хронист П. Сьеса де Леон сообщает:

Наконец, для всех вещей в этой жизни люди могут найти средство; чтобы добыть это серебро не было недостатка в таких средствах. А именно, при помощи изобретения, самого удивительного в мире, в старину, когда Инки были столь изобретательными, в краях, где им добывали серебро, не требовалось достижения плавки [металла] при помощи раздувания мехов, как в этом Потоси; чтобы выплавить металл, они делали несколько глиняных форм, наподобие испанского цветочного горшка, с многочисленными отверстиями по сторонам или воздухоотводами. В них клали уголь, сверху — металл, ставили на холмах или склонах, где ветер дует с наибольшей силой, и [так] добывали из него серебро, который затем очищали и обрабатывали при помощи маленьких надувных мехов, или трубок, через которые вдували воздух. Таким способом была добыта вся эта уйма серебра, вышедшая из этой горы. Индейцы уходили с металлом на окрестные вершины добывать серебро. Эти формы называют гуаирас. Ночью их столько по всем полям и холмам, что они кажутся лампадами. В то время, когда дует невыносимый ветер, серебра добывают в больших количествах, но когда ветра нет, то ни грамма не могут добыть.